# Мастило
Мастило (словенска ријеч), тинта (италијанска ријеч латинског поријекла), црнило, течна боја; течност у боји за писање и цртање.

## Историја и састав мастила
Мастило се употребљавало још прије нове ере у старом Египту и Кини . Европа га је упознала знатно касније. У прво вријеме прављено је од смјесе водених раствора танина и соли гвожђа. Мастило је касније прављено од воденог раствора анилинских бојених материја са додатком глицерина, алкохола итд. Мастило се прави и од водене отопине зелене галице и галусне киселине добијене излучивањем храстових гала, уз додатак неке боје. Да боље приања додају се љепила и феноли. Мастила, зависно од пигмената, има разних боја. Посебна врста мастила је и туш. Постоји и тзв. „оригинални туш“ , и он је превасходно црне боје, мада га има и у свим другим бојама. Водоотпоран је, а прави се тако што се пигмент од црног угљена меша са разним желатинима или лепком.
Многе древне културе широм света су независно откриле и формулисале мастило за потребе писања и цртања. Познавање мастила, њихових рецептура и техника њихове производње долази из археолошке анализе или из самог писаног текста. Верује се да су најраније мастило из свих цивилизација направљено од чађи, јер се она лако сакупљала као нуспроизвод ватре.
Мастило је коришћено у старом Египту за писање и цртање на папирусу најмање од 26. века пре нове ере. Египатска црвена и црна мастила су укључивала гвожђе и окер као пигмент, поред фосфатних, сулфатних, хлоридних и карбоксилатних јона; у међувремену, олово је коришћено као сушилац.
Кинеска мастила могу да сежу уназад чак четири миленијума, до кинеског неолита. Они су користили биљно, животињско и минерално мастило на бази материјала као што је графит који су млевени с водом и наношени четкицама за мастило. Директни докази о најранијим кинеским мастилима, сличним модерним мастилима, су од око 256. године пре нове ере на крају периода зараћених држава и произведена су од чађи и животињског лепка. Најбоља мастила за цртање или сликање на папиру или свили произвођена су од смоле бора. Они морају бити стари између 50 и 100 година. Кинеско мастило се производи од рибљег лепка, док је јапански лепак (膠 никава) од говеда или јелена.
Индијско мастило је измишљено у Кини, иако се материјалима често трговало из Индије, отуда и назив. Традиционална кинеска метода прављења мастила била је да се мешавина лепка за кожу, чађи, гара и црног коштаног пигмента смрви аваном и тучком, а затим се сипа у керамичку посуду да се осуши. Да би се користила сува мешавина, наносила би се мокра четка док се материјал не утечни. Производња индијског мастила била је добро успостављена од стране династије Цао Веј (220–265). Индијски документи писани у Карости мастилом су откопани у Синђану. Пракса писања мастилом и оштром иглом била је уобичајена у раној Јужној Индији. Неколико будистичких и џаинистичких сутри у Индији је састављено мастилом.

## Писање мастилом
Мастилом се писало и цртало по камену, папирусу, посебно справљеним животињским кожама, папиру, помоћу прибора за писање. Своја рана писања човјек је извео најобичнијим штапићима или костима, трском, које би заоштрио, умакао у растворену боју и њима писао. Потом је писао користећи птичија пера и то најчешће гушчија. Проналаском метала човјек је правио металне направе, које су сјећањем на птичија пера, такође називана перима. И једна и друга пера морала су се непрекидно умакати у мастило тако да писање није било ни континуирано ни једнообразно. Много касније, проналаском писаљки које су изнад пера имале сопствена спремишта за мастило (наливперо), оно је дозирано истицало по перу, па се писање могло вршити континуирано и линија је била уједначена.

## Историјат рецепата за прављење мастила
Најстарији познат рецепт те врсте сачуван је од Теофраста са Лезбоса, једног од енциклопедиста античког свијета, који датира још из III вијека прије нове ере. Касније, остали енциклопедисти настављају ову праксу, па тако Плиније у својој Historia naturalis даје податке о приручницима ове врсте и биљежи упутства својих савременика за израду мастила. Витрувије у свом дјелу De architectura указује на везе техничких поступака римских и грчких уметника, док је Дискорид у спису De materia Medica забиљежио поступак за израду мастила.
Из Средњег вијека је сачуван приличан број упутстава за израду мастила за писање, која су укључена у приручнике за разне сликарске технике. Међу тим приручницима на Западу нарочито се истичу рукопис Anonimus–са из Луке, Schedula diversarum artium монаха Теофила и Trattato della pittura Cennino Cennini-ja iz XIV вијекa. Рецепти у тим приручницима нису увијек били оригинални већ су често водили поријекло из других грчких и римских извора. Тако се у зборнику Speculum majus Вицента из Бове-а налазе упутства позајмљена од Плинија. За рукопис Anonimus–са из Луке се сматра да је као и други латински приручници грчког поријекла. Исто поријекло се приписује и приручнику византијског писца Хераклија. Док су прве двије књиге тога приручника из X вијека, трећа књига је додата у XII-XIII вијеку. У тој књизи налазе се чак рецепти Плинија и Витрувија.